# Velký Chlumec
Velký Chlumec là một làng thuộc huyện Beroun, vùng Středočeský, Cộng hòa Séc.